# Старый Тяжин
Старый Тяжин — село в Тяжинском районе Кемеровской области. Входит в состав Нововосточного сельского поселения.

## География
Центральная часть населённого пункта расположена на высоте 183 метров над уровнем моря.

## Население
По данным Всероссийской переписи населения 2010 года, в селе Старый Тяжин проживает 262 человека (119 мужчин, 143 женщины).